# Pseudoleskea leikipiae
Pseudoleskea leikipiae là một loài Rêu trong họ Leskeaceae. Loài này được (Müll. Hal.) Paris mô tả khoa học đầu tiên năm 1898.